# Miguel da Silveira Lorena
Miguel da Silveira Lorena († 1832 in Portugiesisch-Timor) war Gouverneur von Portugiesisch-Timor.
Im April 1832 war Lorenas Vorgänger im Amt Manuel Joaquim de Matos Góis verstorben. Ein Regierungsrat (Conselho Governativo) übernahm die Verwaltung, bis zur Ankunft von Leutnant Lorena. Doch auch Lorena starb noch im selben Jahr. Wieder übernahm der Conselho Governativo, indem es aber zum Streit kam. Bruder Vicente Ferreira Varela ließ die beiden anderen Mitglieder des Rates verhaften und führte nun die Geschäfte alleine weiter, bis der neue Gouverneur José Maria Marques (1834 bis 1839) in Dili eintraf.